# Französische Botschaft Kiew
Die Französische Botschaft Kiew ist der Sitz der diplomatischen Vertretung Frankreichs in der Ukraine. Frankreich erkannte die Unabhängigkeit der Ukraine am 27. Dezember 1991 an und die diplomatischen Beziehungen wurden am 24. Januar 1992 aufgenommen.

## Lage
Die französische Botschaft in Kiew befindet sich im Stadtrajon Schewtschenko in der  Rejtarska-Straße (Рейтарська вулиця) Nummer 39.

## Französische Botschafter in der Ukraine
- Hugues Pernod, Botschafter 1992 bis 1993
- Michel Pesík,  Botschafter 1993 bis 1995
- Dominique Shasar, Botschafter von 1995 bis 1997
- Pascal Fieski, Botschafter von 1997 bis 2001
- Philippe de Suremain, Botschafter von 2002 bis 2005
- Jean-Paul Veziant, Botschafter von 2005 bis 2008
- Jacques Faure, Botschafter von 2008 bis 2011
- Alain Rémy, Botschafter 2011 bis 2015
- Isabelle Dumont, Botschafterin 2015 bis 2019
- Étienne de Poncins, Botschafter seit 2019[1]